# GO! GO! MANIAC
「GO! GO! MANIAC」（ゴー・ゴー・マニアック）は、放課後ティータイムの楽曲。同グループ通算4枚目のシングルとして2010年4月28日にポニーキャニオンから発売された。

## 概要
TBS系列で放送のテレビアニメ『けいおん!!』（アニメ第2期）の前期オープニングテーマ。前期エンディングテーマの「Listen!!」と同日に発売された。
「放課後ティータイム」とは、『けいおん!』に登場する平沢唯、秋山澪、田井中律、琴吹紬、中野梓のキャラクター5人によるバンドユニット。歌っているのは、各キャラクターの声を演じる豊崎愛生、日笠陽子、佐藤聡美、寿美菜子、竹達彩奈の5人の声優。「GO! GO! MANIAC」では、豊崎愛生（平沢唯役）がメインヴォーカル、他の4人がコーラスをそれぞれ担当している。
ジャケットイラストの異なる初回限定盤と通常盤の2パターンをリリース。初回盤（PCCG-70071）は着せ替えジャケット&ピクチャーレーベル仕様となっている。
「GO! GO! MANIAC」の作曲に当たり、作曲者のTom-H@ckは「女子高生のキラキラした感じが出ていて、ロックで、新しいこともしたい」というコンセプトで作り、候補の曲を27曲書いたという。第1期と違ってメインボーカルの豊崎のキーがわかっていた状態で作曲を行っていたため、その辺は練って作られており、他の人では出ない音域まで使っている。また曲のテンポが速く歌詞も詰め込まれた楽曲ではあるが、息継ぎのポイントは緻密に考えて入れられているという。
また、音楽プロデューサーの小森茂生も「オープニング楽曲であれば、当然「Cagayake!GIRLS」と比較して聴く。これがこうなってこうなったら「Cagayake!GIRLS」よりもカッコいいのか、比較しての判断になってくるが、判断する側も難しい。第1期とは全く違うアプローチであってもいいのだが、第1期の流れをブチ切りにはしたくないという意識もある。全く違うものを提示したらそれは違うことになってしまうし、まるきり似たようなものを提示したのでは第1期と変わらない。そのバランスが一番の問題だった」と語っている。
歌った豊崎は音域のレンジが高く、またレコーディングでの最初に通しで歌った際に既に全部歌い切れていたという。ただ、豊崎自身は「スキル的なことでも、キー的なことでも、唯になると上が出る。豊崎愛生だと「GO! GO! MANIAC」は歌わない、歌えないが、唯をフィーチャリングすることによって楽しく歌えるし、出ないキーも出るようになる。最初聴いたときは私も歌えると思わなかった。でもなんとかできちゃったということは、キャラと作品が助けてくれているのかと思う」と語っている。
フジテレビ系列の特別番組『クイズ・ドレミファドン!』のイントロクイズで計3回出題されたほか、テレビ朝日系列のバラエティー番組『『ぷっ』すま』の人気コーナー『知ったかマニア王』で「Instrumental」がBGMとして流れることが多い。

## チャート成績
2010年4月27日付のオリコン・シングルデイリーチャートにて初登場1位を獲得し、エンディングテーマの「Listen!!」も同日初登場2位を獲得。オリコン・シングルデイリーチャート初登場以降6日連続で1位をキープし、2010年5月10日付オリコン・週間シングルチャートでは初登場第1位を獲得。オリコン・週間シングルチャートでのアニメキャラクター名義のシングル首位獲得は、オリコンチャート43年目にして史上初。
声優のシングルCDとしては、水樹奈々の「PHANTOM MINDS」に続く2例目のオリコン・週間シングルチャート1位となった。初動売上はアニメ第1期のエンディングテーマ「Don't say "lazy"」と、ミニハムず「ミニハムずの愛の唄」（2001年）を上回り、キャラクター名義としては当時史上最高の初動売上を記録。声優のシングルCDとしては当時歴代第2位（現在は第4位）となった。
エンディングテーマの「Listen!!」もオリコン・週間シングルチャートで初登場第2位となり、キャラクター名義のシングルCDとしてはオリコン史上初の1位・2位独占となった。これは女性グループとしても史上初。女性歌手全体としては、松田聖子が1983年に「瞳はダイアモンド／蒼いフォトグラフ」「ガラスの林檎／SWEET MEMORIES」で記録して以来、26年6か月ぶりの記録となり、また史上3例目となる。歌手全体でも、2010年1月4日付の関ジャニ∞以来4か月ぶり史上10例目である。
2015年以降は全体的なCD売り上げの不況もあり、キャラクター名義のシングルのオリコン週間1位獲得はさほど珍しくなくなっているが、チケット応募券が付属していないシングルの首位獲得としては、2019年1月時点でもこの作品が唯一の記録となっている。 
音楽配信チャートでも、配信開始直後からiTunes Store、moraでは上位にランクインし、レコチョク2010年5月7日付着うたフル週間チャートでは3位になり、日本レコード協会の音楽配信集計チャート（レコ協チャート（「着うたフル」））では、週間4位を獲得した（2010年4月28日 - 5月4日集計）。
日本レコード協会よりEDと同時に2010年4月度ゴールド認定作品と発表された。

## 収録曲
（全作詞：大森祥子）
1. GO! GO! MANIAC [4:11]
作曲・編曲：Tom-H@ck
テレビアニメ『けいおん!!』前期オープニングテーマ
2. Genius…!? [4:29]
作曲・編曲：小森茂生
3. GO! GO! MANIAC（instrumental）
4. Genius…!?（instrumental）

## 収録アルバム
| 曲名           | 収録アルバム                  | 発売日        | 備考                                 |
| -------------- | ----------------------------- | ------------- | ------------------------------------ |
| GO! GO! MANIAC | 『K-ON! MUSIC HISTORY'S BOX』 | 2013年3月20日 | CD-BOX、ディスク1『OP & EDシングル』 |
| Genius…!?      | 『K-ON! MUSIC HISTORY'S BOX』 | 2013年3月20日 | CD-BOX、ディスク1『OP & EDシングル』 |

## カバー
- ハロー、ハッピーワールド!［弦巻こころ（伊藤美来）］ - 2018年8月10日にゲーム『バンドリ! ガールズバンドパーティ!』に追加収録[16]。2019年3月16日発売の『バンドリ！ ガールズバンドパーティ！ カバーコレクション Vol.2』でCD初収録。
- ヒステリックパニック - 2018年10月31日発売の『Hypnotic Poison』に収録。